# Narangodes haemorranta
Narangodes haemorranta là một loài bướm đêm trong họ Noctuidae.